# ناوكي إيشيكاوا
ناوكي إيشيكاوا (باليابانية: 石川 直樹) (مواليد 13 سبتمبر 1985)، هو لاعب كرة قدم ياباني سابق كان يلعب كمدافع.

## وصلات خارجية
- ناوكي إيشيكاوا على موقع رابطة كرة القدم اليابانية للمحترفين (اليابانية)
- ناوكي إيشيكاوا على موقع قاعدة بيانات كرة القدم.إي يو (الإنجليزية)
- ناوكي إيشيكاوا على موقع Soccerway.com (الإنجليزية)
- ناوكي إيشيكاوا على موقع عالم كرة القدم.نت (الإنجليزية)
- ناوكي إيشيكاوا على موقع كووورة